# Архиепархия Вены

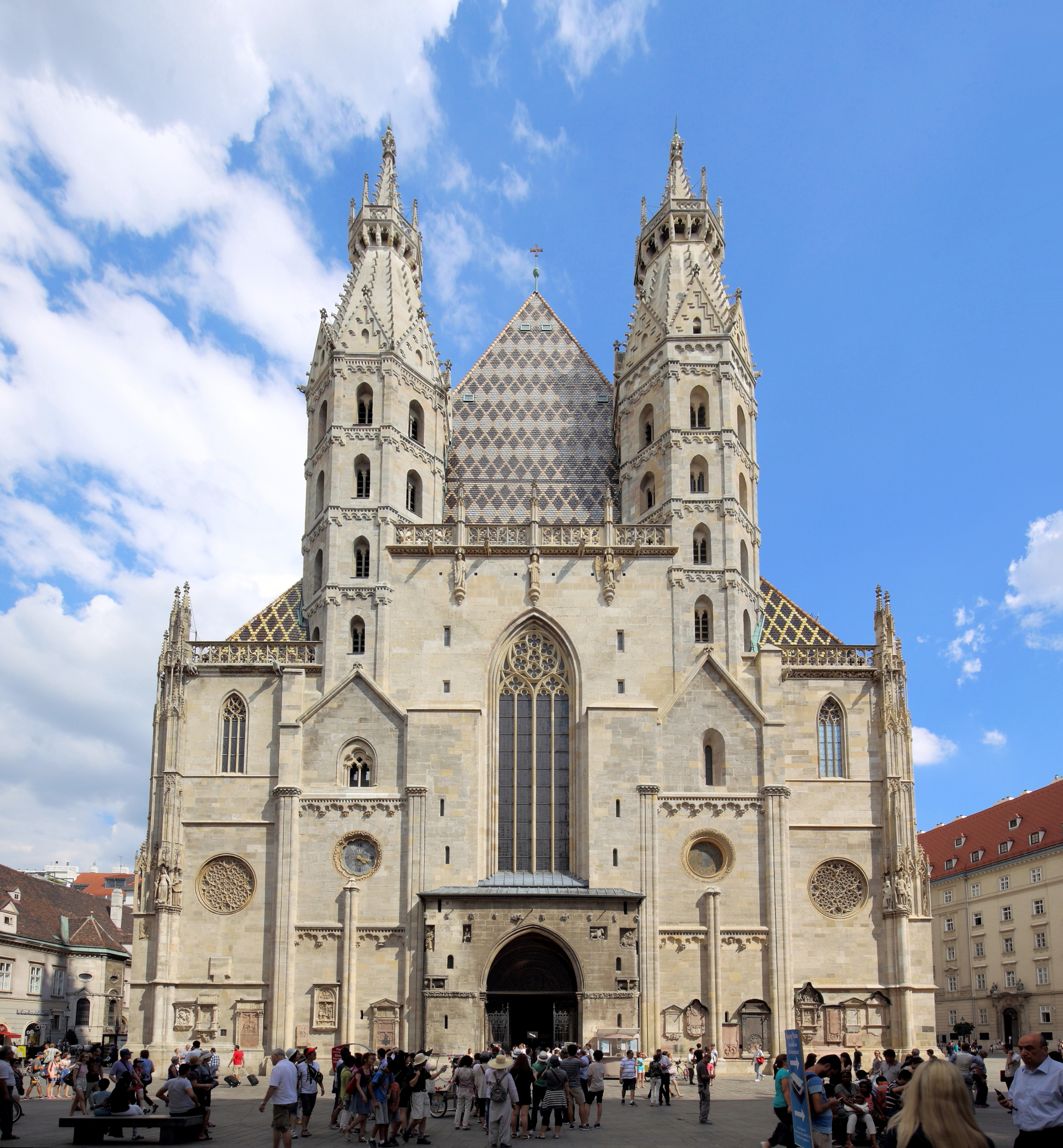
Собор святого Стефана

Архиепархия Вены (лат. Archidioecesis Viennensis или Vindobonensis) — митрополия Римско-католической церкви в Австрии с центром в городе Вена.

## История
Учреждена буллой «In supremae dignitatis specula» Римского папы Павла II как Венское епископство или Венский диоцез 18 января 1469 года и преобразована в митрополию 1 июня 1722 года. Кафедрой архиепархии Вены является Собор святого Стефана (Stephansdom) в Вене.
Наряду с Зальцбургской митрополией две церковные провинции включают всё современное Австрийское государство. Митрополия состоит из 3 епархий: Айзенштадта, Линца, Санкт-Пёльтена.
Бывший архиепископ Вены Кристоф Шёнборн, назначен в 1995 году, с 1998 года кардинал, в отставке с 2025.

## Источник
- Annuario Pontificio, Libreria Editrice Vaticana, Città del Vaticano, 2003, ISBN 88-209-7422-3